# Moritz Ernst (Schauspieler)
Moritz Ernst, eigentlich Moritz Menner (* 13. Oktober 1826 in Wien; † 19. Juni 1900 in Frankfurt am Main) war ein österreichischer Schauspieler und Theaterdirektor.

## Leben
Moritz Ernst war der Sohn des Wiener Handelsmanns Joseph Menner und der Caroline Menner geb. Plötz. Er wurde durch den bekannten Schauspieler Heinrich Anschütz für die Bühne ausgebildet. Moritz Ernst arbeitete als Schauspieler an Theatern in Wien, Olmütz, Mainz, Frankfurt am Main, Weimar und Hannover in Liebhaberrollen, als Bonvivant, Helden- und Charakterdarsteller.
Danach wirkte er als Theaterdirektor 1856 in Mainz, 1859 in Nürnberg, von 1860 bis 1863 in Würzburg, von 1863 bis 1869 in Köln, von 1869 bis 1871 in Hamburg, dann seit 1871 in Berlin (Hofoper) und von 1875 bis 1881 wieder am Kölner Stadttheater. Von 1883 bis 1886 und von 1889 bis 1896 war er in gleicher Funktion in Aachen tätig. 1897 zog er sich von der Bühne zurück.
Ernst war seit 1847 mit der Schauspielerin und Regisseurin Karoline Köthe (1821–1897) verheiratet. Er hatte jedoch wohl auch den Hang zur Homosexualität, da 1861 sein Partner, der 27 Jahre alte Sprachlehrer Christian Denis aus Flétrange, in Abwesenheit wegen „Unzucht“ und „fortgesetzten Verbrechens des Mißbrauchs rechtlicher Privatgewalt durch Verführung zur Unzucht“ vom Königlichen Bezirksgericht in Würzburg zu acht Jahren Arbeitshausstrafe verurteilt wurde.
Moritz Ernst verstarb am 19. Juni 1900 als verwitweter Theaterdirektor a. D. an seinem Wohnsitz in Frankfurt am Main in der Doctor Bockenheimer'schen Klinik.